# Дєнєжкін Олександр Олександрович
Олександр Олександрович Дєнєжкін (рос. Александр Александрович Денежкин; 14 жовтня 1991, м. Москва, СРСР) — російський хокеїст, правий нападник. Виступає за МХК «Спартак» у Молодіжній хокейній лізі
Вихованець хокейної школи ЦСКА (Москва). Виступав за «Ошава Дженералс» (ОХЛ), «Крила Рад» (Москва), МХК «Крила», «Спартак» (Москва), МХК «Спартак».